# Asotocixius diopter
Asotocixius diopter är en insektsart som beskrevs av Kramer 1983. Asotocixius diopter ingår i släktet Asotocixius och familjen kilstritar. Inga underarter finns listade i Catalogue of Life.